# Кастелгвидоне
Кастелгвидоне (итал. Castelguidone) је насеље у Италији у округу Кјети, региону Абруцо.
Према процени из 2011. у насељу је живело 349 становника. Насеље се налази на надморској висини од 769 м.

## Становништво
Према резултатима пописа становништва 2011. у општини је живело 416 становника.
| 1931. | 1936. | 1951. | 1961. | 1971. | 1981. | 1991. | 2001. | 2011. |
| ----- | ----- | ----- | ----- | ----- | ----- | ----- | ----- | ----- |
| 1.013 | 1.056 | 1.095 | 975   | 810   | 679   | 551   | 482   | 416   |